# Liste der Stolpersteine in Hürtgenwald
Die Liste der Stolpersteine in Hürtgenwald enthält alle Stolpersteine, die im Rahmen des gleichnamigen Kunstprojekts von Gunter Demnig in Hürtgenwald verlegt wurden. Mit ihnen soll Opfern des Nationalsozialismus gedacht werden, die in Hürtgenwald lebten und wirkten.

## Verlegte Stolpersteine
| Adresse | Stadtteil | Verlege- datum | Person, Inschrift               | Bild | Anmerkung                     |
| ------- | --------- | -------------- | ------------------------------- | --- | ----------------------------- |
| ???     | Gey       | 18. Dez. 2015  | Hier wohnte Rosa Meyer          | Bild gesucht Die Wikipedia wünscht sich an dieser Stelle ein Bild vom Ort mit diesen Koordinaten 50.748491 6.420601 . Motiv: Stolpersteine für Familie Meyer Falls du dabei helfen möchtest, erklärt die Anleitung , wie das geht. BW        | Adresse leider noch unbekannt |
| ???     | Gey       | 18. Dez. 2015  | Hier wohnte Seligmann Meyer     | Bild gesucht Die Wikipedia wünscht sich an dieser Stelle ein Bild vom Ort mit diesen Koordinaten 50.748491 6.420601 . Motiv: Stolpersteine für Familie Meyer Falls du dabei helfen möchtest, erklärt die Anleitung , wie das geht. BW        |                               |
| ???     | Gey       | 18. Dez. 2015  | Hier wohnte Delfina Meyer       | Bild gesucht Die Wikipedia wünscht sich an dieser Stelle ein Bild vom Ort mit diesen Koordinaten 50.748491 6.420601 . Motiv: Stolpersteine für Familie Meyer Falls du dabei helfen möchtest, erklärt die Anleitung , wie das geht. BW        |                               |
| ???     | Gey       | 18. Dez. 2015  | Hier wohnte Hildegard Meyer     | Bild gesucht Die Wikipedia wünscht sich an dieser Stelle ein Bild vom Ort mit diesen Koordinaten 50.748491 6.420601 . Motiv: Stolpersteine für Familie Meyer Falls du dabei helfen möchtest, erklärt die Anleitung , wie das geht. BW        |                               |
| ???     | Gey       | 18. Dez. 2015  | Hier wohnte Erich Meyer         | Bild gesucht Die Wikipedia wünscht sich an dieser Stelle ein Bild vom Ort mit diesen Koordinaten 50.748491 6.420601 . Motiv: Stolpersteine für Familie Meyer Falls du dabei helfen möchtest, erklärt die Anleitung , wie das geht. BW        |                               |
| ???     | Gey       | 18. Dez. 2015  | Hier wohnte Isaak Meyer         | Bild gesucht Die Wikipedia wünscht sich an dieser Stelle ein Bild vom Ort mit diesen Koordinaten 50.748492 6.420602 . Motiv: Stolpersteine für Familie Meyer Falls du dabei helfen möchtest, erklärt die Anleitung , wie das geht. BW        | Adresse leider noch unbekannt |
| ???     | Gey       | 18. Dez. 2015  | Hier wohnte Caroline Meyer      | Bild gesucht Die Wikipedia wünscht sich an dieser Stelle ein Bild vom Ort mit diesen Koordinaten 50.748492 6.420602 . Motiv: Stolpersteine für Familie Meyer Falls du dabei helfen möchtest, erklärt die Anleitung , wie das geht. BW        |                               |
| ???     | Gey       | 18. Dez. 2015  | Hier wohnte Elli Meyer          | Bild gesucht Die Wikipedia wünscht sich an dieser Stelle ein Bild vom Ort mit diesen Koordinaten 50.748492 6.420602 . Motiv: Stolpersteine für Familie Meyer Falls du dabei helfen möchtest, erklärt die Anleitung , wie das geht. BW        |                               |
| ???     | Gey       | 18. Dez. 2015  | Hier wohnte Carl Lichtenstein   | Bild gesucht Die Wikipedia wünscht sich an dieser Stelle ein Bild vom Ort mit diesen Koordinaten 50.748493 6.420603 . Motiv: Stolpersteine für Familie Lichtenstein Falls du dabei helfen möchtest, erklärt die Anleitung , wie das geht. BW | Adresse leider noch unbekannt |
| ???     | Gey       | 18. Dez. 2015  | Hier wohnte Berta Lichtenstein  | Bild gesucht Die Wikipedia wünscht sich an dieser Stelle ein Bild vom Ort mit diesen Koordinaten 50.748493 6.420603 . Motiv: Stolpersteine für Familie Lichtenstein Falls du dabei helfen möchtest, erklärt die Anleitung , wie das geht. BW |                               |
| ???     | Gey       | 18. Dez. 2015  | Hier wohnte Rudolf Lichtenstein | Bild gesucht Die Wikipedia wünscht sich an dieser Stelle ein Bild vom Ort mit diesen Koordinaten 50.748493 6.420603 . Motiv: Stolpersteine für Familie Lichtenstein Falls du dabei helfen möchtest, erklärt die Anleitung , wie das geht. BW |                               |